# Cetatea Blankenhorn
Cetatea Blankenhorn este o ruină în localitatea Güglingen din Baden-Württemberg, Germania. Cetatea este pentru prima oară amintită în anul 1241 sub numele „Schildmauerburg” în timpul lui Heinrich II von Neuffen, un vasal al dinastiei Staufer (dinastie șvabă din Baden-Württemberg). Ulterior devine o reședință a vânătorilor și pădurarilor ducilor de Württemberg, pentru ca în final să fie părăsită, ajungâng într-o fază avansată de degradare.
Cetatea are ziduri din gresie, cu o grosime de 3 metri și o înălțime de 18 metri.

## Galerie de imagini

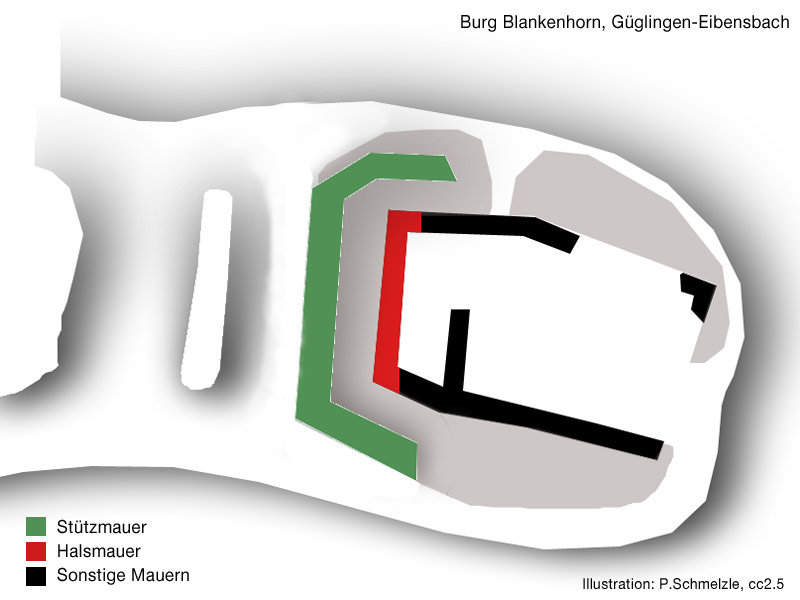
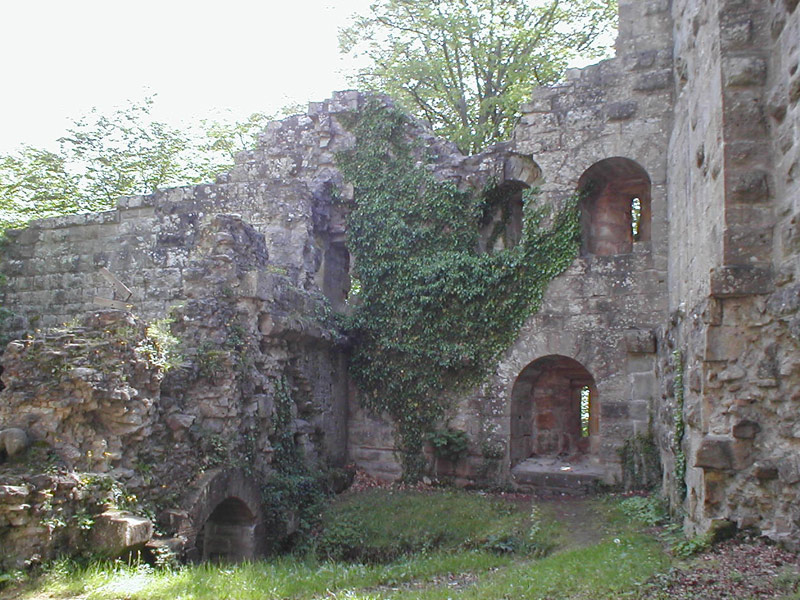